# Галгозеро
Галгозеро — бессточное озеро на территории Пяльмского сельского поселения Пудожского района Республики Карелии.

## Общие сведения
Площадь озера — 1,2 км². Располагается на высоте 174,6 метров над уровнем моря.
Форма озера двухлопастная, продолговатая: вытянуто с запада на восток. Берега каменисто-песчаные, местами заболоченные.
Озеро поверхностных стоков не имеет и относится к бассейну реки Яньги, вытекающей из Сярьгозера и втекающей в реку Выг.
В озере более десятка безымянных островов различной площади, однако их количество может варьироваться в зависимости от уровня воды.
Код объекта в государственном водном реестре — 02020001211102000006781.